# Arturo Ansón Navarro
Arturo Ansón Navarro (ur. 1954 w Saragossie) – hiszpański historyk sztuki. Specjalista w zakresie hiszpańskiego malarstwa z XVIII wieku, a w szczególności twórczości: Francisca Goi, José Luzána, Francisca Bayeu, Ramóna Bayeu, Antonia Gonzáleza Velázqueza i Agustína Esteve. Wykładowca historii sztuki na Uniwersytecie w Saragossie.

## Publikacje
- La pintura aragonesa del románico al siglo XX, 1991
- La pintura rococó en España, 1993
- El pintor y profesor José Luzán Martínez (1710–1785), 1987
- Goya y Aragón familia, amistades y encargos artísticos, 1995
- El entorno del Convento del Carmen de Zaragoza;Arturo Ansón Navarro, 2007
- Los Bayeu, una familia de artistas de la Ilustración, 2012